# Володина, Евгения Евгеньевна
Евгения Евгеньевна Володина (род. 17 сентября 1984, Казань) — российская модель.

## Биография
В возрасте 16 лет, по совету старшей сестры начала заниматься в казанском театре моды «Лик», через некоторое время попала в поле зрения московского фотографа Алексея Васильева, который отправил фотографий Евгении в модельные агентства Парижа.
Вскоре агентство «Viva» пригласило модель и предложило ей работу. В 2001 году познакомилась с фотографом Стивеном Майзелем, который сделал её фото для обложки итальянской версии журнала «Vogue» в 2002 году. Эта работа сделала модель известной. В этом же 2002 году Володина приняла участие в показах Balmain, Christian Dior, Givenchy, Jean-Paul Gaultier и Yves Saint Laurent. В конце 2002 года вместе с другой русской моделью Наталией Водяновой она стала лицом рекламной кампании модного дома Gucci.

### Подиум
В первой половине 2000-х годов Евгения была одной из самых востребованных моделей на мировых подиумах. Она приняла участие в более чем 500 показах известных дизайнеров и домов мод, многие из которых ей доверяли открывать или закрывать программу показов, в их числе Alberta Ferretti, Alessandro Dell’Acqua, Amaya Arzuaga, Ann Demeulemeester, Anna Molinari, Antonio Berardi, Bill Blass, Blumarine, Cacharel, Calvin Klein, Carolina Herrera, Celine, Cerruti, Chanel, Chloé, Christian Dior, Coccapani, Dolce & Gabbana, Donna Karan, Douglas Hannant, Emmanuel Ungaro, Emilio Pucci, Fendi, Givenchy, Gucci, Hussein Chalayan, James Coviello, Jean-Paul Gaultier, Jeremy Scott, Jil Sander, Jiwon Park, John Galliano, Lagerfeld, Louis Vuitton, Marc Jacobs, Marni, Martine Sitbon, Matthew Wiliamson, Max Mara, Michael Kors, Missoni, Miu Miu, Moschino, Narciso Rodriguez, Oscar de la Renta, Paco Rabanne, Prada, Roberto Cavalli, Stella McCartney, Tommy Hilfiger, Valentino, Versace, Yves Saint Laurent, Zac Posen и других.
Кроме того, Евгения четырежды принимала участие в Victoria's Secret Fashion Show в 2002, 2003, 2005 и 2007 годах.

### Рекламные кампании
Кроме уже упомянутой дебютной рекламной кампании Gucci, Евгения также была лицом таких марок, как Dolce & Gabbana, Versace, Valentino, Yves Saint Laurent (beauty), Bill Blass, Oscar de la Renta, Fendi, Jean-Paul Gaultier, Escada, Chanel (eyerwear), Bvlgari, Salvatore Ferragamo, Zac Posen, Thierry Mugler (beauty), Céline, Ann Taylor и др. Была лицом рекламных кампаний сразу нескольких марок духов: «In Love Again» от Yves Saint Laurent, «Incanto» от Salvatore Ferragamo и «V» от Valentino.

### Обложки журналов
В разное время Евгения снималась для обложек многих модных журналов, таких как Vogue (Италия, Россия, Германия, Испания, Япония и Мексика), Harper's Bazaar (Россия, Корея, Испания и Украина), Elle (Франция, Испания и Аргентина), Numéro, Numéro Россия, i-D, Marie Claire (Россия), L'Officiel (Нидерланды) и French Revue de Modes. В 2005 году приняла участие в съёмке для календаря Pirelli.
За всё время своей модельной карьеры Евгения работала со многими фотографами мира моды. Кроме Стивена Мейзела, её фотографировали Ирвинг Пенн, Ричард Аведон, Марио Тестино, Патрик Демаршелье, Стивен Кляйн, Карл Лагерфельд, Марио Сорренти, Крэйг МакДин, Питер Линдберг, Паоло Роверси, Терри Ричардсон, Сёльве Сундсбё, Аласдер Маклеллан и другие.
В марте 2017, Евгения впервые за 3 года вернулась на подиум, приняв участие в показе Balmain осень-зима 2017, в рамках Парижской недели моды.